# Fylkesvei 245

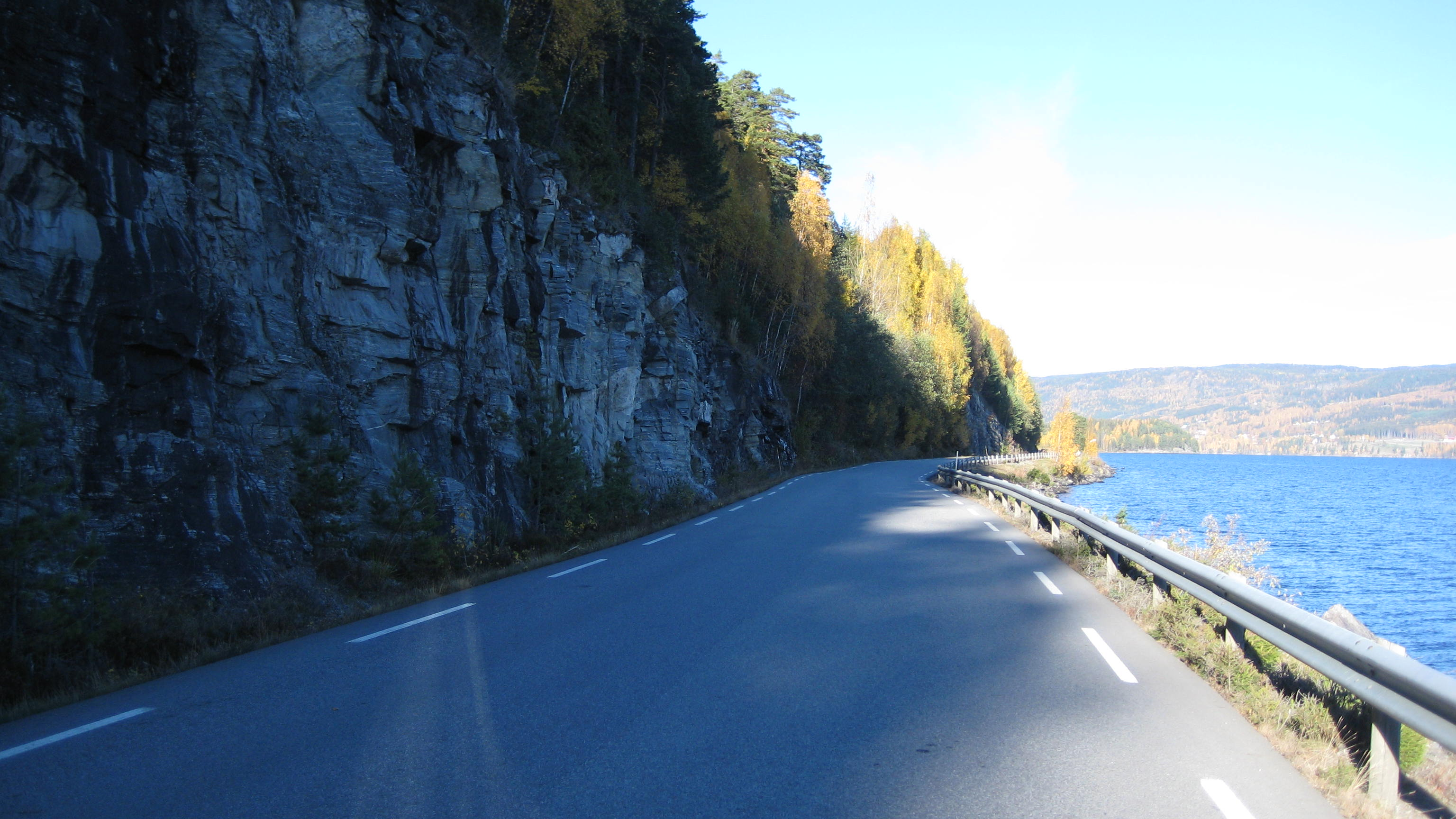
Fylkesvei 245 in Søndre Land

Der Fylkesvei 245 (Fv245, Nynorsk Fylkesveg 245) ist ein Fylkesvei (Provinzstraße) in Innlandet und Akershus (Norwegen) und verbindet die Orte Jevnaker in der gleichnamigen Kommune und Dokka in Nordre Land. Die Straße verläuft am Westufer des Sees Randsfjorden entlang. Insgesamt ist die Straße etwa 81 Kilometer lang.

## Verlauf

### Jevnaker
Der Fylkesvei 245 beginnt im Süden in der im Fylke Akershus gelegenen Ortschaft Jevnaker. Dort zweigt er im Ortszentrum von der in diesem Bereich in West-Ost-Richtung verlaufenden Europastraße 16 (E16) in den Norden ab. Der Fylkesvei verläuft ab da am Westufer des Sees Randsfjorden in den Norden. In seinem Verlauf durch die Kommune zweigen Richtung Westen mehrere Straßen ab. Die Provinzstraße führt schließlich in die nördlich von Jevnaker gelegene Kommune Gran und damit auch in das Fylke Innlandet.

### Gran
In Gran zweigt auf Höhe von Bjoneroa der Fylkesvei 2320 ab. Dieser führt weiter in den Westen zur E16. Einige Kilometer vor dieser Straßenabzweigung führt eine Fährverbindung über den See Randsfjorden nach Horn auf der östlichen Uferseite und zum dort verlaufenden Fylkesvei 34.

### Søndre Land
Etwas nördlich von Bjoneroa erreicht der Fylkesvei 245 die Kommune Søndre Land. Auch dort zweigen einige Straßen in den Westen ab. Eine Straße geht in den Osten zum Flugplatz Husodden (Husodden flyplass), der sich auf einer Halbinsel im See befindet. Etwas nördlich des Flugplatzes zweigt bei Haga der Fylkesvei 2394 in den Osten ab. Dieser führt über die Brücke Fluberg bru auf die andere Uferseite zur Siedlung Rødnes und zum Fylkesvei 34.

### Nordre Land
Einige Kilometer weiter im Norden verlässt die Straße an der Grenze zur Kommune Nordre Land ihren nördlichen Verlauf und führt Richtung Nordwesten am Seeufer weiter. Etwa auf Höhe der Ortschaft Kverndalskroken liegt das nördliche Randfjorden-Ufer. Ab da folgt der Fylkesvei 245 dem Fluss Dokka-Etna weiter Richtung Nordwesten. Etwas südlich der Ortschaft Dokka zweigt der Fylkesvei 2426 in den Westen ab. Der Fylkesvei 245 selbst knickt erneut in nördliche Richtung ab und führt über eine Brücke über den Fluss Dokka-Etna hinweg auf den Ort Dokka zu. Dort mündet er in den Fylkesvei 33, der in West-Ost-Richtung verläuft.